# Rick Overton
Rick Overton (10 de agosto de 1954) es un actor, comediante y escritor estadounidense.

## Filmografía

### Películas
- Target Earth? (1978)
- Target...Earth? (1980)
- Young Doctors in Love (1982)
- Airplane II: The Sequel (1982)
- Beverly Hills Cop (1984)
- Gung Ho (1986)
- Odd Jobs (1986)
- A Fine Mess (1986)
- Modern Girls (1986)
- Million Dollar Mystery (1987)
- Willow (1988)
- Traxx (1988)
- Earth Girls Are Easy (1988)
- A Sinful Life (1989)
- Blind Fury (1989)
- The Rocketeer (1991)
- Galaxies Are Colliding (1992)
- Groundhog Day (1993)
- Mrs. Doubtfire (1993)
- The High Crusade (1994)
- Married... with Children (1996)
- My Giant (1998)
- Devil in the Flesh (1998)
- EDtv (1999)
- Jackpot (2001)
- Extreme Honor (2001)
- Shoot or Be Shot (2002)
- Eight Legged Freaks (2002)
- Trial and Error: The Making of Sequestered (2003)
- Northfork (2003)
- Motocross Kids (2004)
- Serial Killing 4 Dummys (2004)
- Off the Lip (2004)
- Taxi (2004)
- Fat Albert (2004)
- Comedy Hell (2005)
- Blue Sombrero (2005)
- Frostbite (2005)
- A Lot Like Love (2005)
- Keep Your Distance (2005)
- Popstar (2005)
- Fun with Dick and Jane (2005)
- Billy Schulz (2006)
- The Last Stand (2006)
- The Tripper (2006)
- The Astronaut Farmer (2006)
- National Lampoon's Pledge This! (2006)
- A Plumm Summer (2007)
- The Metrosexual (2007)
- Jelly (Post-Production, 2008)
- A Fork in the Road (2008)
- Dinner for Schmucks (2010)
- Bad Teacher (2011)
- A Haunted House 2 (2014)

### Televisión
- Remington Steele (1 episodio, 1983)
- Help Wanted: Kids (1986)
- Jonathan Winters: On the Ledge (1987)
- Double Switch (1987)
- Amazing Stories (1 episodio, 1987)
- That's Adequate (1988)
- Encyclopedia Brown (1989)
- Babes (10 episodios, 1990)
- Bill and Ted's Excellent Adventures (1992)
- The Edge  (7 episodios, 1992–1993)
- Seinfeld (2 episodios, 1993)
- Attack of the 5 Ft. 2 Women (1994)
- Lois & Clark: The New Adventures of Superman (2 episodios, 1994–1995)
- Duckman (1 episodio, 1995)
- Encino Woman (1996)
- The Single Guy (2 episodios, 1996)
- Married… with Children (2 episodios, 1996)
- Ned and Stacey (1 episodio, 1997)
- ER (1 episodio, 1997)
- The Weird Al Show (1 episodio, 1997)
- Mad About You (2 episodios, 1998)
- Honey, I Shrunk the Kids: The TV Show (1 episodio, 1998)
- It's Like, You Know... (2 episodios, 1999)
- Charmed (3 episodes, 2000)
- The Secret Adventures of Jules Verne (5 episodios, 2000)
- JAG (1 episodio, 2001)
- Curb Your Enthusiasm (1 episodio, 2001)
- Comic Remix (1 episodio, 2002)
- My Guide to Becoming a Rock Star (11 episodios, 2002)
- NYPD Blue (1 episodio, 2002)
- According to Jim (1 episodio, 2004)
- Six Feet Under (1 episodio, 2004)
- Joan of Arcadia (1 episodio, 2004)
- Alias (1 episodio, 2005)
- Family Plan (2005)
- Lost (1 episodio, 2005)
- Van Stone: Tour of Duty (2006)
- Rodney (1 episodio, 2006)
- Drive (1 episodio, 2007)
- Leverage (3 episodios, 2008–2009)

### Videojuegos
- The Incredible Hulk: Ultimate Destruction (2005)

Carrera como escritor
- An Evening at the Improv (1 episodio, 1983)
- The New Adventures of Beans Baxter (1 episodio, 1987)
- Dennis Miller Live (1994)

## Premios y nominaciones
Emmy Awards
- Nominado: por el programa Dennis Miller Live (1997)
- Ganador: por el programa Dennis Miller Live (1996)

Writers Guild of America Award
- Nominated: Comedia - Serie, Dennis Miller Live (1997)